# Oranjerood houtskoolbekertje
Het oranjerood houtskoolbekertje (Anthracobia macrocystis) is een schimmel behorend tot de familie Pyronemataceae. Het is een Europese soort. Deze terrestrische saprotroof komt voor groepen in bossen op brandplekken. Hij kan reeds twee maanden na een brand voorkomen.

## Kenmerken

### Uiterlijke kenmerken
Het verschijnt als oranje apothecia met onopvallende haren rond de rand. Het vruchtlichaam heeft een diameter van 2 mm tot 8 mm . De vorm is eerst bolvormig en daarna beker- tot schijfvormig, uiteindelijk gewelfd kussenvormig met ingedeukt centrum. 

### Microscopische kenmerken
De ascus is 8-sporig, cilindrisch en heeft een afmeting van 150‒215 × (10‒)13‒16 µm micron . De ascosporen zijn glad, gesepteerd, elliptisch tot smal elliptisch en meten (16)17-21(-24) × (7‒)8‒10(‒12) µm . Parafysen zijn recht tot ietwat gebogen, 2 tot 4 µm breed en gesepteerd en vertakt. Deze vertakking is en aan de basis, simpel tot meervoudig en minder frequent in het midden of aan de top. De parafysen zijn in indien volgroeid bovenaan helemaal of gedeeltelijk gevuld met carotenoïde korrels, vaak met enkele grote doorschijnende vacuolen en groen verkleurend in Melzers reagens .

## Verspreiding
In Nederland komt hij vrij zeldzaam voor en staat op de rode lijst in de categorie 'Ernstig Bedreigd'.